# Jean Pralong
 (avril 2025).
Jean Pralong est un psychologue, professeur et chercheur français en gestion des ressources humaines. Il étudie les modifications du rapport au travail des français et l'apparition de nouvelles formes de carrières.

## Parcours
Il obtient un diplôme d'études approfondies (DEA) de psychologie et sciences de l'éducation de l'université Bordeaux-II en 1996. Il est ensuite psychologue et consultant en ressources humaines, puis directeur des ressources humaines pendant une douzaine d'années,.
Entre 2008 et 2017, Jean Pralong est professeur associé à NEOMA Business School (campus de Rouen). En 2009, il devient docteur en sciences de gestion, avec une thèse sur « les mondes de la carrière. Approche socio-cognitive du succès objectif de carrière des cadres français », à l'université Paris X. Il est également titulaire de la chaire « Nouvelles Carrières » à NEOMA Business School depuis 2011,. Ses travaux concernent les facteurs individuels et organisationnels de la réussite professionnelle.
Depuis 2018, Jean Pralong est professeur de gestion des ressources humaines à l'EM Normandie Business School.
En 2019, il devient titulaire de la chaire "Compétences, Employabilité et Décision RH" au sein de l'EM Normandie. Cette chaire, lancée en partenariat avec PerformanSe, Saven et Aksis, vise à apporter un regard scientifique sur les transformations du monde de l'emploi et les nouvelles compétences requises par les entreprises.

## Ouvrages
- The Good Job. Le mode d’emploi pour trouver le bon emploi, Paris, Pearson, 2016[1].
- En collaboration avec Loïc Cadin, Francis Guérin, Frédérique Pigeyre, Gestion des Ressources Humaines : pratiques et éléments de théorie (4ème édition). Paris, Dunod, 2012.